# Gerd Dose

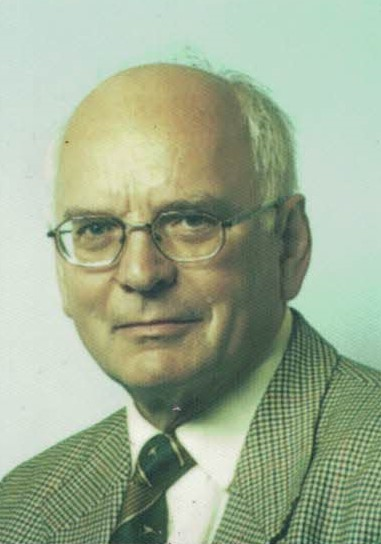
Foto von Gerd Dose ca. 2008

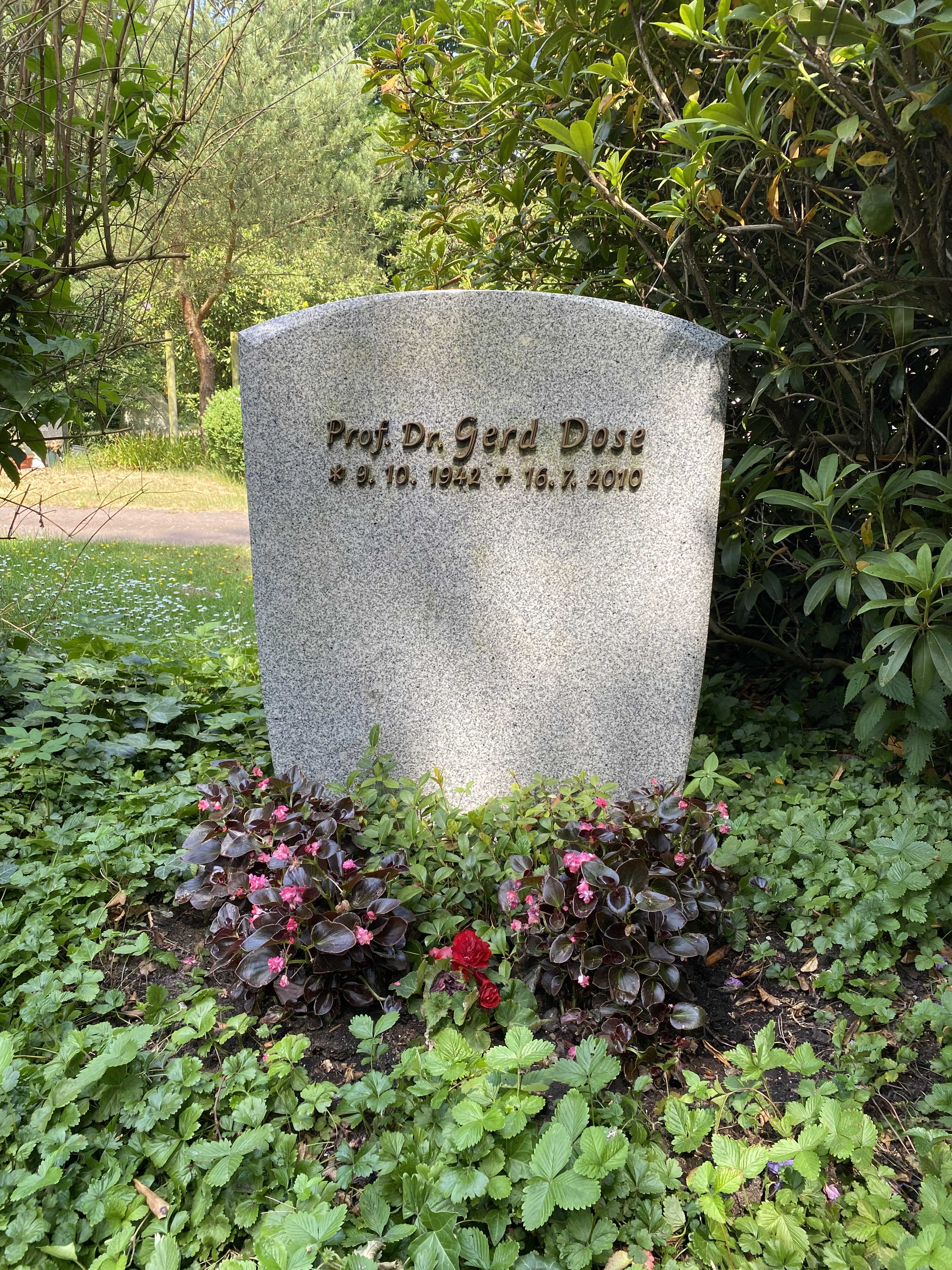
Grabstätte auf dem Friedhof Ahrensburg

Gerd Dose (* 9. Oktober 1942 in Halstenbek; † 16. Juli 2010 in Großensee (Holstein)) war ein deutscher Anglist.

## Leben
Gerd Dose studierte Anglistik, Romanistik, Philosophie und Pädagogik an der Universität Hamburg. Er war dann wissenschaftlicher Assistent bei Professor Ludwig Borinski, einem Schüler von L. L. Schücking, und von 1985 bis 2007 Professor der Anglistik an der Universität Hamburg.
Seine Hauptarbeitsgebiete waren die Erforschung des Mittelalters, die Herausbildung des britischen Humors und die humoristische englische Literatur, die Rezeption von Krieg und Militär in der englischen Literatur sowie Australienstudien. Maßgeblich beteiligt war er an der Wiederbegründung des Allgemeinen Vorlesungswesens an der Universität Hamburg.
Gerd Dose wurde auf dem Friedhof in Ahrensburg beigesetzt.

## Schriften
- Adel und Gemeinwesen: Studien zur Beurteilung des Adels in spätmittelalterlicher und humanistischer englischer Literatur (Bern / Frankfurt a. M. / Las Vegas, 1977), 234 S. ISBN 978-3-261-02328-5
- „Agatha Christie und nicht P. G. Wodehouse“, in Anglistik und Englischunterricht, 17: Learning English Humor,II (Trier, 1982), 9–49.
- „Nachahmung als Illusion“, in: H. H. Freitag / P. Hühn (Hg.), Literarische Ansichten der Wirklichkeit, Anglo-American Forum 12 (Bern / Frankfurt a. M./ Cirencester, 1980), S. 1–39.
- „‘England Your England’: George Orwell on Socialism, Gentleness, and the English Mission“, in: Anglistik und Englischunterricht, 46/47: Englishness (Heidelberg, 1992), S. 241–261.
- „Alternate Worlds: Kingsley Amis’ The Alteration und Keith Roberts’ Pavane“, in: R. Ahrens / Fr.-W. Neumann (Hg.), Fiktion und Geschichte in der anglo-amerikanischen Literatur, Festschrift für Heinz-Joachim Müllenbrock zum 60. Geburtstag (Heidelberg: Universitätsverlag C. Winter, 1998), S. 315–338.
- „Oh! What a Lovely War! War and Humour in British Literature, Media and Society“, in: Th. F. Schneider (Hg.), Kriegserlebnis und Legendenbildung: Das Bild des „modernen“ Krieges in Literatur, Theater, Photographie und Film - The Experience of War and the Creation of Myths: The Image of „Modern“ War in Literature, Theatre, Photography, and Film, I [Vor dem Ersten Weltkrieg - Before the First World War] (Osnabrück: Universitätsverlag Rasch, 1999), S. 25–33.
- Writing in Australia: Perceptions of Australian Literature in Its Historical and Cultural Context, mit Bettina Keil, 240 Seiten, 2000, ISBN 978-3-8258-2796-0
- So nah und doch so fern: Englische Mentalität und 'Englishness' in Kultur, Gesellschaft und Alltag, Hg., mit Johann N. Schmidt und Egon Tiedje, 212 Seiten, 2005,  ISBN 978-3-89586-981-5
- Australia - Making Space Meaningful, ed. mit Britta Kuhlenbeck, Stauffenburg Verlag, Tübingen, 2006, 203 Seiten. ISBN 978-3-86057-756-1

Herausgeberschaft
- Reihe Anglophone Literaturen: Hamburger Beiträge zur Erforschung Neuerer englischsprachiger Literaturen
- Untersuchungen zur humoristischen Rezeption von Krieg und Militär in der englischen Literatur, Untersuchungen zur Verhaltenskonstanz und -Variation in Shakespeares Tragödie Coriolanus, Einrichtung eines Forschungs- und Lehrbereichs Neuere englischsprachige Literaturen.
- The English-Speaking World in Hamburg / Hamburg in the English-Speaking World [in co-operation with the ESU], (1985)
- Australien Literarisch / Writing in Australia: The First Festival of Australian Literature in Germany (1995)